# 大山千広
大山 千広（おおやま ちひろ、1996年（平成8年）2月5日 - ）は、福岡県出身の競艇選手。愛称は「ちーちゃん」。
近畿大学附属福岡高等学校卒業。登録第4885号。血液型O型。116期。福岡支部所属。同期に寺垣光らがいる。
実母は、元競艇選手・芦屋競艇場解説者の大山博美（登録番号3317、2018年引退）。師匠は川野芽唯。

## 来歴
- やまと競艇学校でのリーグ戦勝率は2位となる6.83。
- 2015年3月21日選手登録。
- 2015年5月12日から福岡競艇場で開催された 一般戦「九州プロレス杯」初日第1Rでデビュー（6着）[3]。
- 2016年4月30日から若松競艇場で開催された G3「熊本地震被災地支援 オールレディースJALカップ」2日目第1Rで、デビュー以来127走目で初勝利。（4号艇4コース進入決まり手：まくり）[4]。このレースでは母親の博美が1号艇に構えていたが、豪快なまくりで母を沈めての初白星となった[5]。
- 2016年11月6日から琵琶湖競艇場で行われた 一般戦「ヴィーナスシリーズ びわこプリンセスカーニバル」で初優出[6]。（6号艇6コース、6着）。
- 2017年1月29日から芦屋競艇場で開催された 一般戦「第5回楽天銀行杯で2回目の優出。自身初の優勝戦1号艇を獲得したが、最終日第12Rの優勝戦ではインからコンマ04のフライングを犯し、初優勝獲得に失敗した[7]。
- 2017年9月1日から開催されたボートレース福岡で開催された G3「オールレディース 福岡なでしこカップ」で初優勝を飾る[8]。（4号艇4コース、決まり手は差し）
- 2018年9月19日から浜名湖競艇場で行われたPG1「第5回ヤングダービー」でG1初出場。初日第1R、1号艇から逃げを決めてG1初勝利[9]。そのままG1初優出を決める[10]（優勝戦は5号艇6コース、6着）。7人の女子レーサーが出場し、女子としては同競走初の優出者となった[11]。
- 2018年11月9日から児島競艇場で開催された G3「オールレディース 第30回瀬戸の女王決定戦」で優勝[12]。この競走は、直前で引退した母・博美が欠場となったことによる追加斡旋であった。引退した母へ捧げる優勝となった[13]。
- 2019年5月21日からボートレース福岡で開催される SG「第46回ボートレースオールスター」でSG初出場。得票数13,294票は峰竜太（28,420票）・毒島誠（17,802票）・桐生順平（14,956票）に次ぐ全体4位であった。これにより、初日第12Rのドリーム戦に4号艇で出走した[14]。
- 2019年8月7日から蒲郡競艇場で行われた PG1「第33回レディースチャンピオン」に同競走初出場初優勝。[15]23歳6か月での優勝は史上最年少。
- 2018年最優秀新人選手として表彰[16]。受賞理由は、新規に登録された日の属する年の翌年から3年以内の新人レーサーの中で賞金獲得額、勝率、1着回数、優勝回数が1位となるなど、最も優秀な成績を記録したため。
- 2019年優秀女子選手として表彰[17]。受賞理由は、女子選手の中で4SG競走に出場し、賞金獲得額が1位（賞金女王）となるなど、優秀な成績を記録したため。同年の賞金獲得額は5683万6000円[18]。
- 2022年10月、丸亀競艇場で行われたヴィーナスシリーズ出場中に転覆し、骨盤を骨折する[19]。結局2ヶ月間入院し、レースは約4ヶ月間欠場したが、翌2023年2月に蒲郡競艇場で行われた第7回レディースオールスター競走にて復帰した[20]。しかし2023年9月に下関競艇場で行われた第10回ヤングダービー競走を最後に、再び長期欠場に入っている（理由は明らかにされていない）。

## 人物・エピソード
- 母親のレースでの姿を見て憧れを抱き、艇界初の母娘競艇選手[21][22]として、デビュー時から注目を集める。
- 学生時代は陸上競技（中学校：短距離、高校：七種競技）に打ち込む[23]。
- 2021年のBOAT RACE振興会のボートレーサー募集CMシリーズ「Splash ボートレーサーになりたい!」編において、芋生悠扮する訓練生「ハルカ」のモデルになった選手である[24][25][26]。
- 2022年10月の骨折時、オートレース選手の森且行が、共通の知人である永島知洋の伝手を頼って大山に連絡を取ってきたという。森も2021年1月にレース中の事故で骨盤を骨折し長期欠場を余儀なくされており、大山を心配しての行動だったが、それまで大山と森は全く面識がなかったため、後に「突然の連絡に驚いた」と語っている[27]。
- 2025年9月21日にママさんレーサーとして復帰